# Parachute Limit
「Parachute Limit 〜パラシュートの時間〜」（パラシュート・リミット パラシュートのじかん）は、1988年10月21日に発売されたPSY・Sの9枚目のシングル。

## 解説
表題曲・カップリングともアルバム『NON-FICTION』からのリカットシングル。
表題曲は、ファミリーコンピュータ・ゲームソフト「コズミックイプシロン」のタイアップでゲーム内のステージBGMとして使用。
後にベスト・アルバム『TWO HEARTS』に収録。

## 収録曲
| 全作曲・編曲: 松浦雅也。 |                                            |                |            |
| #                        | タイトル                                   | 作詞           | 作曲・編曲 |
| 1.                       | 「Parachute Limit 〜パラシュートの時間〜」 | あさくらせいら | 松浦雅也   |
| 2.                       | 「Robot」                                  | 松尾由紀夫     | 松浦雅也   |